# Набэсима Наотака (1800—1873)
Набэсима Наотака (яп. 鍋島 直堯, 16 сентября 1800 — 17 августа 1873) — японский даймё периода Эдо, 9-й правитель княжества Оги (1804—1850).

## Биография
Родился как второй сын Набэсимы Наомасу, 7-го даймё Оги. Мать, наложница Микаса, дочь Мацудзаки Тосиюки. В 1804 году его старший брат Набэсима Наотомо, 8-й даймё княжества, умер, не оставив наследника, поэтому Наотака стал следующим даймё.
В 1816 году Наотака обратился к бакуфу с прошением повысить статус княжества Оги до уровня княжества Сага, главной ветви рода Набэсима. Хотя княжество Оги являлось дочерним княжеством Саги, доход княжества составлял средний для даймё 73 000 коку. Наотака был недоволен тем, что оставался в подчинённом положении к даймё Саги, обладая таким доходом, и в целях улучшения своего положения семь раз обращался за помощью к Набэсиме Наотомо, даймё Хасуноикэ. Однако все усилия не дали результата из-за противодействия даймё Саги.
Кроме того, Наотака приложил силы к развитию литературы и образованию в области управления княжеством. В 1850 году Наотака передал княжество своему старшему сыну Набэсиме Наосукэ и вышел в отставку. В 1873 году Набэсима Наотака умер в возрасте 72 лет.
Был женат на Окицу, дочери Таку Сигэтики.